# Placówka Straży Granicznej I linii „Butla”
Placówka Straży Granicznej I linii „Butla” – jednostka organizacyjna Straży Granicznej pełniąca służbę ochronną na granicy polsko-czechosłowackiej w okresie międzywojennym.

## Formowanie i zmiany organizacyjne
Rozporządzeniem Prezydenta Rzeczypospolitej Polskiej Ignacego Mościckiego z 22 marca 1928 roku, do ochrony północnej, zachodniej i południowej granicy państwa, a w szczególności do ich ochrony celnej, powoływano z dniem 2 kwietnia 1928 roku  Straż Graniczną.
Rozkazem nr 5 z 16 maja 1928 roku w sprawie organizacji Małopolskiego Inspektoratu Okręgowego dowódca Straży Granicznej gen. bryg. Stefan Pasławski określił strukturę organizacyjną komisariatu SG „Wysocko Niżne”. 
Rozkaz komendanta Straży Granicznej płk. Jan Jur-Gorzechowski nr 7 z 25 września 1929 roku w sprawie reorganizacji i zmian dyslokacji Małopolskiego Inspektoratu Okręgowego nie wymienia komisariatu „Wysocko Niżne”. Rozkaz wymienia komisariat „Borynia”. 
Placówka Straży Granicznej I linii „Butla” znalazła się w jego strukturze.
Na początku 1939 roku 1 pułk piechoty KOP „Karpaty” przejął od Straży Granicznej odcinek granicy polsko-węgierskiej. Placówka Straży Granicznej I linii „Butla” została rozwiązana. Batalion KOP „Skole” zorganizował między innymi strażnicę KOP „Butla”.

## Służba graniczna
Sąsiednie placówki:
- placówka Straży Granicznej I linii „Sianki” ⇔ placówka Straży Granicznej I linii „Libuchora”− 1929[3]